# Mubarak Mustafa
Mubarak Mustafa (en árabe: مبارك مصطفى‎; Umm Ghuwailina, Catar; 30 de marzo de 1973) es un exfutbolista de Catar que jugaba en la posición de delantero. Es el único futbolista en ganar Futbolista Árabe del Año y Mejor Futbolista Árabe del Año en la misma temporada.

## Carrera

### Club
| Periodo   | Club          |
| --------- | ------------- |
| 1990–2003 | Al-Arabi      |
| 2003–2006 | Al-Khor SC    |
| 2006–2007 | Al-Gharafa SC |

### Selección nacional
Jugó para Catar en 85 partidos entre 1992 y 2004 anotando 41 goles, ganó la Copa de Naciones del Golfo de 1992, participó en los Juegos Olímpicos de Barcelona 1992, en la Copa Asiática 1992 y en los Juegos Asiáticos de 1998. Fue el primer jugador de Catar en anotar un gol en un partido oficial ante un rival africano, lo que hizo en Barcelona 1992 ante Egipto.

## Tras el retiro
Luego de retirarse pasó a ser el director deportivo del Al-Arabi, dirigiendo al primer equipo en algunas ocasiones. Fue el primer deportista de Catar en ganar el premio al futbolista ideal por parte del Comité Olímpico Internacional en 2009.
Abandonaría su puesto como director deportivo en 2012 luego de una pésima temporada del Al-Arabi, pasando a ser analista deportivo para el canal Al-Kass.

## Logros

### Club
Al Arabi
- Qatar Stars League: 1991, 1993, 1994, 1996, 1997
- Copa del Jeque Jassem: 1995
- Qatar Crown Prince Cup: 1997
- Emir of Qatar Cup: 1993

Al Khor
- Qatar Crown Prince Cup: 2005

### Selección nacional
- Copa de Naciones del Golfo: 1992

### Individual
- Goleador de la Qatar Stars League: 1992, 1993, 1997
- Goleador de la Gulf Cup of Nations: 1992
- Mejor Jugador de la Gulf Cup of Nations: 1992
- Balón de Oro Árabe: 1992, 1993
- Futbolista Árabe del Año: 1993
- Más Asistencias en la Qatar Stars League: 1996, 1998
- Mejor Jugador de la Copa de Naciones Árabe: 1998
- Premio Mundial al Juego Limpio: 2005
- Premio al Jugador Ideal por el International Olympic Committee: 2009

## Estadísticas

### Goles con selección nacional
| #  | Fecha                    | Sede                  | Rival                | Gol | Resultado | Torneo                                               |
| -- | ------------------------ | --------------------- | -------------------- | --- | --------- | ---------------------------------------------------- |
| 1  | 31 de mayo de 1992       | Doha, Catar           | Omán                 |     | 4–0       | 1992 AFC Asian Cup qualification                     |
| 2  | 31 de mayo de 1992       | Doha, Catar           | Omán                 |     | 4–0       | 1992 AFC Asian Cup qualification                     |
| 3  | 13 de octubre de 1992    | Doha, Catar           | Hungría              | 1–1 | 1–1       | Amistoso                                             |
| 4  | 31 de octubre de 1992    | Hiroshima, Japón      | Arabia Saudita       | 1–0 | 1–1       | 1992 AFC Asian Cup                                   |
| 5  | 27 de noviembre de 1992  | Doha, Catar           | Omán                 |     | 2–0       | 11th Arabian Gulf Cup                                |
| 6  | 30 de noviembre de 1992  | Doha, Catar           | Baréin               | 1–0 | 1–0       | 11th Arabian Gulf Cup                                |
| 7  | 3 de diciembre de 1992   | Doha, Catar           | Kuwait               |     | 4–0       | 11th Arabian Gulf Cup                                |
| 8  | 11 de abril de 1993      | Doha, Catar           | Vietnam              |     | 4–0       | Clasificación para la Copa Mundial de Fútbol de 1994 |
| 9  | 16 de abril de 1993      | Doha, Catar           | Singapur             |     | 4–1       | Clasificación para la Copa Mundial de Fútbol de 1994 |
| 10 | 16 de abril de 1993      | Doha, Catar           | Singapur             |     | 4–1       | Clasificación para la Copa Mundial de Fútbol de 1994 |
| 11 | 21 de abril de 1996      | Doha, Catar           | Kuwait               |     | 3–1       | Amistoso                                             |
| 12 | 21 de abril de 1996      | Doha, Catar           | Kuwait               |     | 3–1       | Amistoso                                             |
| 13 | 25 de mayo de 1996       | Doha, Catar           | Rusia                |     | 2–5       | Amistoso                                             |
| 14 | 20 de septiembre de 1996 | Doha, Catar           | Sri Lanka            |     | 3–0       | Clasificación para la Copa Mundial de Fútbol de 1998 |
| 15 | 27 de septiembre de 1996 | Doha, Catar           | India                |     | 6–0       | Clasificación para la Copa Mundial de Fútbol de 1998 |
| 16 | 22 de septiembre de 1998 | Doha, Catar           | Libia                | 2–1 | 2–1       | 1998 Arab Nations Cup                                |
| 17 | 26 de septiembre de 1998 | Doha, Catar           | Jordania             | 1–0 | 2–0       | 1998 Arab Nations Cup                                |
| 18 | 1 de octubre de 1998     | Doha, Catar           | Arabia Saudita       | 1–3 | 1–3       | 1998 Arab Nations Cup                                |
| 19 | 2 de noviembre de 1998   | Manama, Baréin        | Kuwait               |     | 2–6       | 14th Arabian Gulf Cup                                |
| 20 | 3 de diciembre de 1998   | Suphanburi, Tailandia | Tayikistán           | 2–0 | 2–1       | Juegos Asiáticos de 1998                             |
| 21 | 12 de diciembre de 1998  | Bangkok, Tailandia    | Tailandia            | 1–1 | 2–1       | Juegos Asiáticos de 1998                             |
| 22 | 20 de enero de 2000      | Doha, Catar           | Bosnia y Herzegovina | 1–0 | 2–0       | Amistoso                                             |
| 23 | 20 de enero de 2000      | Doha, Catar           | Bosnia y Herzegovina | 2–0 | 2–0       | Amistoso                                             |
| 24 | 10 de marzo de 2000      | Doha, Catar           | Sudán                |     | 3–0       | Amistoso                                             |
| 25 | 10 de marzo de 2000      | Doha, Catar           | Sudán                |     | 3–0       | Amistoso                                             |
| 26 | 31 de marzo de 2000      | Doha, Catar           | Palestina            | 1–0 | 1–0       | Clasificación para la Copa Asiática 2000             |
| 27 | 2 de abril de 2000       | Doha, Catar           | Kazajistán           | 2–0 | 3–1       | Clasificación para la Copa Asiática 2000             |
| 28 | 5 de enero de 2001       | Doha, Catar           | Jordania             |     | 3–1       | Amistoso                                             |
| 29 | 12 de enero de 2001      | Doha, Catar           | Kuwait               | 1–0 | 1–0       | Amistoso                                             |
| 30 | 12 de febrero de 2001    | Bangkok, Tailandia    | Tailandia            | 1–0 | 3–1       | 2001 King's Cup                                      |
| 31 | 4 de marzo de 2001       | Hong Kong             | Malasia              | 3–1 | 5–1       | Clasificación para la Copa Mundial de Fútbol de 2002 |
| 32 | 8 de marzo de 2001       | Hong Kong             | Palestina            | 2–1 | 2–1       | Clasificación para la Copa Mundial de Fútbol de 2002 |
| 33 | 5 de agosto de 2001      | Riad, Arabia Saudita  | Arabia Saudita       |     | 2–1       | Amistoso                                             |
| 34 | 5 de agosto de 2001      | Riad, Arabia Saudita  | Arabia Saudita       |     | 2–1       | Amistoso                                             |
| 35 | 19 de noviembre de 2003  | Doha, Catar           | Singapur             | 2–0 | 2–0       | Clasificación para la Copa Asiática 2004             |
| 36 | 5 de enero de 2004       | Kuwait City, Kuwait   | Yemen                |     | 3–0       | Copa de Naciones del Golfo de 2004                   |
| 37 | 8 de enero de 2004       | Kuwait City, Kuwait   | Kuwait               |     | 2–1       | Copa de Naciones del Golfo de 2004                   |
| 38 | 13 de febrero de 2004    | Doha, Catar           | Baréin               |     | 2–0       | Amistoso                                             |
| 39 | 9 de junio de 2004       | Doha, Catar           | Laos                 | 1–0 | 5–0       | Clasificación para la Copa Mundial de Fútbol de 2006 |
| 40 | 9 de junio de 2004       | Doha, Catar           | Laos                 | 2–0 | 5–0       | Clasificación para la Copa Mundial de Fútbol de 2006 |
| 41 | 8 de septiembre de 2004  | Vientián, Laos        | Laos                 |     | 6–1       | Clasificación para la Copa Mundial de Fútbol de 2006 |